# Augur

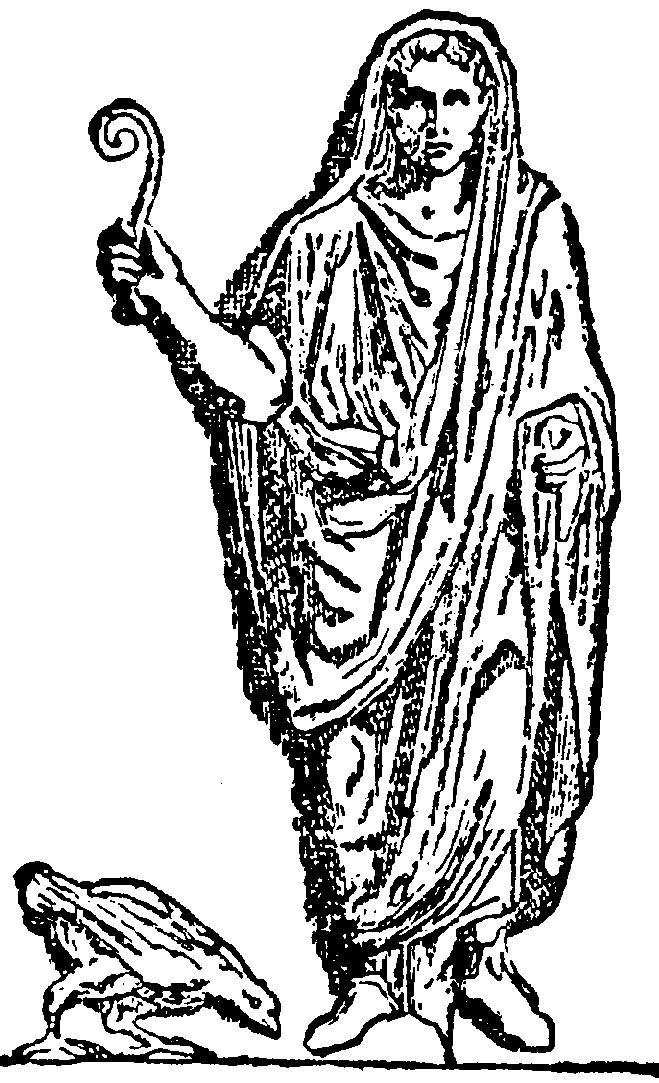
Vypodobnění Augura

Augur (pl. augures), neboli ptakopravec, byl kněz a úředník ve starověkém Římě. Jeho hlavní úloha byla provádět auspicie, tj. interpretovat vůli bohů pozorováním letu ptáků (zda létají ve skupině či osamoceni, jaké zvuky vydávají při letu, směr letu a jakého druhu jsou).
Augur byl římskou společností dotazován na věci veřejné i soukromé, na záležitosti války, obchodu a náboženství.
Římský dějepisec Livius k tomu poznamenal (VI. 41): Auspiciis hanc urbem conditam esse, auspiciis bello ac pace domi militiaeque omnia geri, quis est qui ignoret? (Kdo by z nás nevěděl, že toto naše město bylo založeno po zkoumání věštných znamení seslaných samými bohy a že všechno bylo podnikáno pod jejich božskou ochranou ve válce i míru, doma i v cizině?).

## Etymologie a původ
Původ slova augur je nejistý; starověcí autoři věřili, že se slovo skládalo od latinských slov avi a gero (řízení ptactva), ale historicko-lingvistické zkoumání ukazuje na kořen aug (zvýšení, rozkvět).

## Odvozené slovo
Od slova augur pak pochází slovo inaugurace, jež tehdy znamenalo symbolické obřadně prováděné přenášení božské síly na nově zvoleného augura.

## Vznik
Vznik úřadu augura se tradičně datuje do období vlády krále Tarquinia Prisca (7. století př. n. l.).